# プロドライブF1
プロドライブ F1（Prodrive F1）は、かつてF1参戦を目指していたレーシングチーム。レーシングカーコンストラクターのプロドライブを母体とし、イギリス・ウォリックシャー州バンベリーに本拠地を置く予定であった。チーム代表はデイヴィッド・リチャーズ。

## 概要

### 2008年の参戦断念
2006年3月、国際自動車連盟 (FIA) が募集した2008年のF1参戦チーム選考にエントリー申請を行った。この募集には既存の11チームと、プロドライブを含む11の新チームが応募した。同年4月28日、FIAが発表したエントリーリストの中で、新チームとしては唯一参戦を承認された。チームはイギリスのレーシングカーコンストラクターであるプロドライブを母体とするが、マシンは自社開発せずにカスタマーマシンを使用し、シャシーをマクラーレンから、エンジンをメルセデスから供給を受けて参戦するといわれていた。
しかし、2007年10月にウィリアムズがカスタマーカーの使用に関してFIAへ異議申し立てを行い、プロドライブへの法的措置も辞さないとの姿勢を示す。11月28日に、チーム代表であるデビッド・リチャーズは、FIAの技術規約の問題はないがFOAが新たに発効する新コンコルド協定が2007年末となっても詳細が決められていないことから、2008年の参戦は見送り2009年からの参戦を目指す方針を明らかにした。
2008年に入ると、リチャーズはプロドライブが運営するスバルワールドラリーチーム (SWRT) の代表に復帰し、雑誌のインタビューでもF1参戦について「実現させることはかなわなかった」「今はこの（=ラリーの）仕事に集中すればいい、というシンプルな状態だ」と語るなど、F1参戦に関する発言をトーンダウンさせた。2009年1月12日にFIAが発表した同年のF1エントリーリストにプロドライブF1の名前が記載されなかったことから、公式発表こそないものの事実上2009年の参戦を断念したことが明らかとなった。

### 2009年のエントリー落選
FIAが2010年からF1参戦チームを最大13チームにまで拡げ、選択的予算制限規定を導入すると発表したことで、リチャーズは再び参戦の意思をほのめかした。
予算制限案を巡ってFIAとチーム協会 (FOTA) が対立する状況を見てエントリーを決めかねていたが、申請期限の2009年5月29日寸前になって正式にエントリーを表明した。ダー・キャピタルから資金を受け「プロドライブ」としてエントリーしたが、いずれはアストンマーティンを名乗るのではないかと言われた。
15チームがエントリーする中でプロドライブは当確候補と目されていたが、6月12日にFIAが発表した2010年F1エントリーリストから落選した。US F1のようなまだ活動実体のないチームに敗れるという意外な結果に終わったが、のちにリチャーズは「FIAから、コスワースエンジンを使用しなければエントリーを認めないと言われた」と告白した（選出された3チームはいずれもコスワースを搭載する）。
2010年には2011年シーズンの新エントリー募集が行われたが、リチャーズは「競争力とビジネスの両面で適切なタイミングではない」として申請を見送った。この時点ではマクラーレンのカスタマーシャシーの使用が認められなくなり、自力でマシンを開発する必要があった。2011年には「F1参戦を検討するならば、次のポイントは2013年だろう」と語ったが、結局参戦の動きは見られないまま現在に至っている。